# Nicole Bäumler
Nicole Bäumler (* 1986 in Weiden in der Oberpfalz) ist eine deutsche Politikerin (SPD). Sie ist seit 2023 Abgeordnete des Bayerischen Landtages.

## Leben
Bäumler wuchs in Schirmitz auf und besuchte das Elly-Heuss-Gymnasium in Weiden, an dem sie das Abitur ablegte. Nach einem einjährigen Auslandsaufenthalt als Au-pair in den USA absolvierte sie von 2008 bis 2013 ein Studium für das Lehramt an Gymnasien an der Universität Passau. Im Anschluss an das Erste Staatsexamen durchlief sie bis 2016 das Referendariat in München, Bad Kötzting und Weiden. Sie erwarb die Lehrbefähigung für das Lehramt an beruflichen Schulen und war bis zu ihrem Einzug in den Landtag als Studienrätin am Beruflichen Schulzentrum Oskar-von-Miller Schwandorf I im Bereich der Berufsvorbereitung tätig.

## Politischer Werdegang
Bäumler schloss sich während ihrer Studienzeit der Juso-Hochschulgruppe an der Universität Passau an und war ein Jahr lang Mitglied der dortigen Studierendenvertretung. 2010 trat sie in die SPD ein. Sie ist Vorsitzende des SPD-Ortsvereins Schirmitz, Vorsitzende des SPD-Kreisverbands Neustadt a.d. Waldnaab, stellvertretende Vorsitzende des SPD-Unterbezirks Weiden-Neustadt-Tirschenreuth sowie Vorstandsmitglied der OberpfalzSPD. Zudem ist sie Vorstandsmitglied der SPD Frauen im SPD-Unterbezirk Weiden-Neustadt-Tirschenreuth.
Seit 2019 ist sie Gemeinderätin in Schirmitz und dort stellvertretende Vorsitzende der SPD-Fraktion. Nachdem Annette Karl zuvor auf eine weitere Landtagskandidatur verzichtet hatte, trat Bäumler bei der Landtagswahl 2023 für das Direktmandat im Stimmkreis Weiden in der Oberpfalz an. Sie erreichte mit 9,5 Prozent der Erststimmen den vierten Platz und zog über den Wahlkreis Oberpfalz (Listenmandat) in den Bayerischen Landtag ein.

## Ehrenämter und Mitgliedschaften
Bäumler engagiert sich ehrenamtlich in der Aktionsgemeinschaft „Zukunftswerkstatt“ Schirmitz sowie in der Tennisabteilung der SpVgg Schirmitz. Sie ist Mitglied der Gewerkschaft Erziehung und Wissenschaft, des Verbands der Lehrkräfte an beruflichen Schulen in Bayern, der Arbeiterwohlfahrt und der Demokratischen Bildungsgemeinschaft Oberpfalz.